# 1850'erne
Århundreder: 18. århundrede – 19. århundrede – 20. århundrede
Årtier: 1800'erne 1810'erne 1820'erne 1830'erne 1840'erne – 1850'erne – 1860'erne 1870'erne 1880'erne 1890'erne 1900'erne
År: 1850 1851 1852 1853 1854 1855 1856 1857 1858 1859
Begivenheder
- En del virksomheder grundlægges i dette årti.
- Fri næring – købstadsprivilegier bortfalder med næringsloven.
- Byportene til København rives ned og voldene besluttes fjernet
- Toldsteder nedlægges, Øresundstolden bl.a. samt flere bom-steder ved veje fjernes.

Personer